# أماريلدو دي سوزا
أماريلدو دي سوزا هو لاعب كرة قدم برازيلي في مركز الهجوم، ولد في 19 يناير 1999 في Paranavaí ‏ في البرازيل. لعب مع نيو يورك ريد بولز 2.

## وصلات خارجية
- أماريلدو دي سوزا على موقع قاعدة بيانات كرة القدم.إي يو (الإنجليزية)
- أماريلدو دي سوزا على موقع Soccerway.com (الإنجليزية)